# 淡水廳志

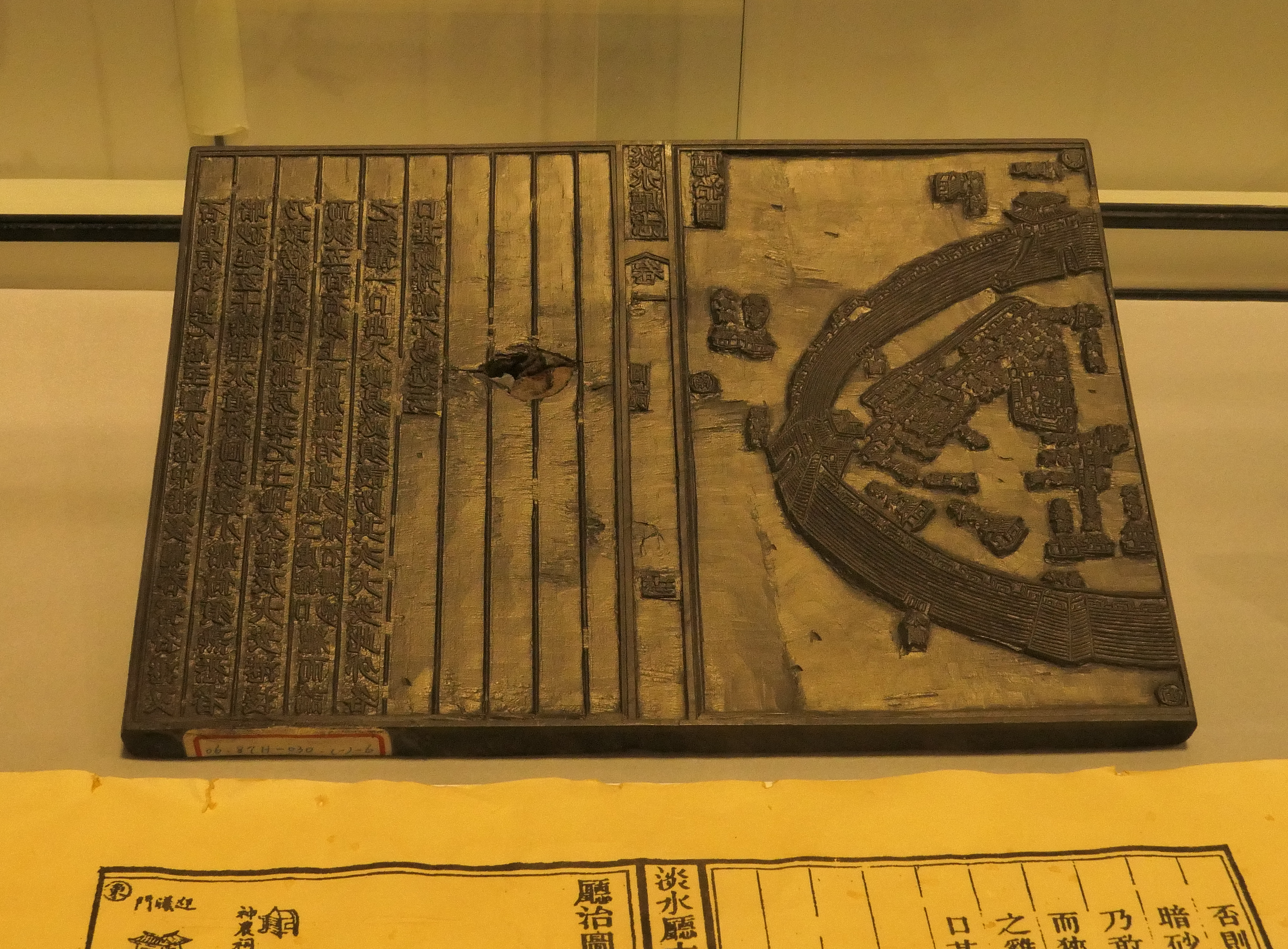
《淡水廳志》雕版

《淡水廳志》是臺灣清治時期，以淡水廳為對象所撰寫的地方志書，在陳培桂的定本於同治十年（1871年）出版之前有鄭用錫、林豪與楊浚纂修的稿本。但由於認為陳培桂《淡水廳志》有不少錯誤，林豪寫有〈淡水廳志訂謬〉加以批評。

## 成書經過

### 鄭稿
淡水廳於雍正元年（1723年）設立後，到了道光十三年（1834年）秋冬之際鄭用錫才因為有纂修《福建通志》之需而開始纂修廳志，於次年（1834年）完稿。他所纂修的《淡水廳志稿》又稱《鄭稿》，但並未刊行。
現存《鄭稿》目錄有列32目，並有〈淡廳圖〉、〈城池圖〉。但實際上該書共有36目，部分名稱亦跟目錄不同。

### 嚴稿
同治六年（1867年），淡水廳同知嚴金清認為該廳不能沒有志書，但因為鄭用錫已過世，乃徵詢其他適合人選，最後找上了寓居在林占梅潛園的金門舉人林豪來編纂。原本林豪想推辭，但在林占梅慫恿下同意接下總纂一職。林豪以《鄭稿》為底本，並找來林占梅、林紹唐、蘇袞榮等人協助編纂。工作自同治六年（1867年）二月開始，到十月時完成15卷的書稿，並委請臺灣兵備道梁元桂寫序，準備刊印。但因為同治七年（1868年）林占梅逝世，以及嚴金清卸任、林豪離臺等情況，最後此書稿並未成功刊行。此版本被稱為《嚴稿》或《嚴志》，也有稱作《淡水續志稿》，現已不存。
而雖然原稿不存，但參考林豪《淡水廳志訂謬》與陳培桂《淡水廳志》等文獻，該稿本在正文前應有〈凡例〉、〈淡水廳總圖〉，另有〈封域〉、〈規制〉、〈職官〉、〈賦役〉、〈武備〉、〈海防〉、〈風俗〉、〈人物〉、〈藝文〉、〈舊事〉等門目。

### 陳本
同治八年（1869年）陳培桂繼任淡水廳同知，也打算出版正式的廳志，但他不直接出版幾年前完成的《嚴稿》，而是又請舉人吳子光來擔任總纂。但是因為臺灣鎮總兵楊在元推薦另外一位舉人楊浚，吳子光遂將總纂的位置讓出來。同治九年（1870年）一月再次開設淡水廳修志局，楊浚以林豪編纂的「嚴稿」為底本，參酌「鄭稿」與新搜資料進行重修，並在9個月後完稿。楊浚所完成的書稿有〈序〉、〈凡例〉、〈小引〉，而後又有25門，分別是〈圖〉、〈星野〉、〈建置〉、〈山川〉、〈城池〉、〈公署〉、〈街里〉、〈橋梁〉、〈水利〉、〈海防〉、〈職官〉、〈田賦〉、〈戶口〉、〈雜餉〉、〈典禮〉、〈學校〉、〈兵制〉、〈文武〉、〈人物〉、〈列女〉、〈風俗〉、〈物產〉、〈勝蹟〉、〈祥異〉、〈藝文〉、〈志餘〉等門目。但由於楊浚後來與陳培桂發生摩擦辭職，楊浚完成的書稿並未直接刊行。
之後陳培桂將楊浚的書稿加以修訂，重編綱目，分成圖、志、表、傳、考五類，期間還有將稿件呈給臺灣兵備道提督學政黎兆棠檢視刪訂，最後在同治十年（1871年）出版。全書共16卷，內容如下：
| 卷次 | 內容                           |
| ---- | ------------------------------ |
| 卷1  | 圖                             |
| 卷2  | 封域志                         |
| 卷3  | 建置志                         |
| 卷4  | 賦役志                         |
| 卷5  | 學校志                         |
| 卷6  | 典禮志                         |
| 卷7  | 武備志                         |
| 卷8  | 職官表、選舉表                 |
| 卷9  | 列傳一                         |
| 卷10 | 列傳 二、列傳 三               |
| 卷11 | 風俗考                         |
| 卷12 | 物產考                         |
| 卷13 | 古蹟考                         |
| 卷14 | 祥異考                         |
| 卷15 | 附錄一 文徵 上、附錄二 文徵 下 |
| 卷16 | 附錄三 志餘                    |

## 評價
陳培桂《淡水廳志》刊行之後，被曾編纂廳志稿件的林豪閱讀，發現該書錯誤不少，乃寫〈淡水廳志謬誤〉加以批評。臺灣歷史文獻叢刊輯印陳培桂《淡水廳志》，也將此文附在書末。
楊雲萍〈臺灣研究必讀十部 續（五）《淡水廳志》〉一文認為：「臺灣郡邑志中，內容最不完備，錯誤最多，這是這部《淡水廳志》」，陳正祥〈《淡水廳志》的地理評價〉則寫說：「似為各官修方志中最壞的」。
伊能嘉矩《臺灣全誌》中寫說：「〈淡水廳志訂謬〉一文，是學派之異同，在互相對峙之下，潛在的內幕反而被隱蔽了」。
周憲文於「臺灣歷史文獻叢刊」中《淡水廳志》裡的〈前言〉寫說：「陳培桂《淡水廳志》錯誤固屬不免，仁智互見之處亦所在俱有；林氏幾斥其一無是處，未免過甚」。

## 其他
國史館臺灣文獻館典藏有《淡水廳志》刻版220片，原為板橋林家所收藏。